# Torenia daubyi
Torenia daubyi är en tvåhjärtbladig växtart som beskrevs av Fischer och O.Lachenaud. Torenia daubyi ingår i släktet Torenia och familjen Linderniaceae. Inga underarter finns listade i Catalogue of Life.